# Quatorzième circonscription de Paris
Pour les articles homonymes, voir Quatorzième circonscription de Paris de 1958 à 1986 et Quatorzième circonscription de Paris de 1988 à 2012.
La quatorzième circonscription de Paris est l'une des 18 circonscriptions électorales françaises que compte le département de Paris (75) situé en région Île-de-France depuis le redécoupage des circonscriptions électorales réalisé en 2010 et applicable à partir des élections législatives de juin 2012.

## Délimitation de la circonscription
La loi du 23 février 2010 ratifie l'ordonnance du 29 juillet 2009, laquelle détermine la répartition des sièges et la délimitation des circonscriptions pour l'élection des députés.
La circonscription est délimitée ainsi : une partie du 16e arrondissement, comprenant les quartiers d'Auteuil et de La Muette et une portion du quartier de la Porte-Dauphine située au sud de la rue de la Pompe et de la rue Saint-Didier.
Cette délimitation s'applique donc à partir de la XIVe législature de la Cinquième République française.
Cette quatorzième circonscription de Paris correspond à l'adjonction de la précédente quatorzième circonscription et de la moitié sud de la quinzième.

## Députés
| Législature | Début de mandat | Fin de mandat   | Député          | Parti politique | Observations                                                                                       |
| ----------- | --------------- | --------------- | --------------- | --------------- | -------------------------------------------------------------------------------------------------- |
| XIVe        | 20 juin 2012    | 20 juin 2017    | Claude Goasguen | UMP             | |
| XVe         | 21 juin 2017    | 28 mai 2020     | Claude Goasguen | LR              | Décède en cours de mandat.                                                                         |
| XVe         | 29 mai 2020     | 21 juin 2022    | Sandra Boëlle   | LR              | Décède en cours de mandat.                                                                         |
| XVIe        | 22 juin 2022    | 9 juin 2024     | Benjamin Haddad | LREM            | Mandat écourté à la suite d'une dissolution parlementaire décidée par Emmanuel Macron.             |
| XVIIe       | 8 juillet 2024  | 21 octobre 2024 | Benjamin Haddad | RE              | Nommé au gouvernement. Remplacé par sa suppléante Joséphine Missoffe à compter du 22 octobre 2024. |

## Résultats électoraux

### Élections législatives de 2012
Les élections législatives se sont déroulées les dimanches 10 et 17 juin 2012.
|                | Claude Goasguen élu  | UMP            | 23 012 | 58,11  |  |  |  |
|                | Annie Novelli        | PS             | 6 385  | 16,12  |  |  |  |
|                | David Alphand        | diss. UMP      | 3 504  | 8,85   |  |  |  |
|                | Marc de Joussineau   | FN (RBM)       | 2 172  | 5,49   |  |  |  |
|                | Béatrice Lecouturier | MoDem (CpF)    | 943    | 2,38   |  |  |  |
|                | Antoine Beauquier    | PCD            | 875    | 2,21   |  |  |  |
|                | Catherine Ribes      | EÉLV           | 858    | 2,17   |  |  |  |
|                | Valérie Sachs        | diss. NC       | 543    | 1,37   |  |  |  |
|                | Laura Pailler        | PCF (FG)       | 508    | 1,28   |  |  |  |
|                | Serge Rader          | DLR            | 271    | 0,68   |  |  |  |
|                | Véronique Vermorel   | Pirate         | 243    | 0,61   |  |  |  |
|                | Virginie Bouilliez   | Divers droite  | 131    | 0,33   |  |  |  |
|                | Loïc Baverel         | AR             | 86     | 0,22   |  |  |  |
|                | Jean-Pierre Dalmas   | LO             | 44     | 0,11   |  |  |  |
|                | Anta Sylla           | Divers droite  | 22     | 0,06   |  |  |  |
|                | Alexandra Lupin      | PLD            | 1      | 0,00   |  |  |  |
|                |                      |                |        |        |  |  |  |
| Inscrits       | Inscrits             | Inscrits       | 69 895 | 100,00 |  |  |  |
| Abstentions    | Abstentions          | Abstentions    | 30 038 | 42,98  |  |  |  |
| Votants        | Votants              | Votants        | 39 857 | 57,02  |  |  |  |
| Blancs et nuls | Blancs et nuls       | Blancs et nuls | 259    | 0,65   |  |  |  |
| Exprimés       | Exprimés             | Exprimés       | 39 598 | 99,35  |  |  |  |

### Élections législatives de 2017
Les élections législatives se sont déroulées les dimanches 11 et 18 juin 2017.
|                                                                          | |                           |                           |                          |                          |
|                                                                          | | Premier tour 11 juin 2017 | Premier tour 11 juin 2017 | Second tour 18 juin 2017 | Second tour 18 juin 2017 |
|                                                                          | |                           |                           |                          |                          |
|                                                                          | | Nombre                    | % des inscrits            | Nombre                   | % des inscrits           |
| Inscrits                                                                 | Inscrits | 72 363                    | 100,00                    | 72 364                   | 100,00                   |
| Abstentions                                                              | Abstentions | 32 129                    | 44,40                     | 35 105                   | 48,51                    |
| Votants                                                                  | Votants | 40 234                    | 55,60                     | 37 259                   | 51,49                    |
|                                                                          | |                           | % des votants             |                          | % des votants            |
| Bulletins blancs                                                         | Bulletins blancs | 215                       | 0,53                      | 713                      | 1,91                     |
| Bulletins nuls                                                           | Bulletins nuls | 76                        | 0,19                      | 254                      | 0,68                     |
| Suffrages exprimés                                                       | Suffrages exprimés | 39 943                    | 99,28                     | 36 292                   | 97,40                    |
|                                                                          | |                           |                           |                          |                          |
| Candidat Étiquette politique (partis et alliances)                       | Candidat Étiquette politique (partis et alliances)                                                                                     | Voix                      | % des exprimés            | Voix                     | % des exprimés           |
|                                                                          | |                           |                           |                          |                          |
|                                                                          | Valérie Bougault-Delage La République en marche                                                                                        | 17 654                    | 44,20                     | 17 263                   | 47,57                    |
|                                                                          | Claude Goasguen (député sortant) Les Républicains (Union des démocrates et indépendants - Centre national des indépendants et paysans) | 15 173                    | 37,99                     | 19 029                   | 52,43                    |
|                                                                          | Armelle Goasguen Front national | 1 341                     | 3,36                      |                          |                          |
|                                                                          | Ghislain Lafont Divers droite (577-Les Indépendants)                                                                                   | 1 327                     | 3,32                      |                          |                          |
|                                                                          | Pierre-Alain Weill Parti socialiste | 1 001                     | 2,51                      |                          |                          |
|                                                                          | Alexandra Mouton La France insoumise                                                                                                   | 935                       | 2,34                      |                          |                          |
|                                                                          | Diane de Bourguesdon Divers droite (Parti chrétien-démocrate)                                                                          | 706                       | 1,77                      |                          |                          |
|                                                                          | Rémy Lété Europe Écologie Les Verts | 603                       | 1,51                      |                          |                          |
|                                                                          | Xavier Louy Debout la France | 246                       | 0,62                      |                          |                          |
|                                                                          | Vanessa Wagner Divers (Parti animaliste)                                                                                               | 231                       | 0,58                      |                          |                          |
|                                                                          | Sophie Caillaud Divers (Allons enfants !)                                                                                              | 185                       | 0,46                      |                          |                          |
|                                                                          | Michel Gobillon Divers (Mouvement 100 % - Parti fédéraliste européen)                                                                  | 166                       | 0,42                      |                          |                          |
|                                                                          | Flore Madelin Parti communiste français                                                                                                | 166                       | 0,42                      |                          |                          |
|                                                                          | Laura Dernani Divers (Union populaire républicaine)                                                                                    | 157                       | 0,39                      |                          |                          |
|                                                                          | Marlène Ley Lutte ouvrière | 52                        | 0,13                      |                          |                          |
|                                                                          | Kenza Stephant Divers droite | 0                         | 0,00                      |                          |                          |
|                                                                          | Sarah Harchaoui Écologiste | 0                         | 0,00                      |                          |                          |
| Source : Ministère de l'Intérieur - Quatorzième circonscription de Paris | |                           |                           |                          |                          |

### Élections législatives de 2022
Les élections législatives françaises de 2022 ont lieu les dimanches 12 et 19 juin 2022.
|                                                    |                                                            |                           |                           |                          |                          |
|                                                    |                                                            | Premier tour 12 juin 2022 | Premier tour 12 juin 2022 | Second tour 19 juin 2022 | Second tour 19 juin 2022 |
|                                                    |                                                            |                           |                           |                          |                          |
|                                                    |                                                            | Nombre                    | % des inscrits            | Nombre                   | % des inscrits           |
| Inscrits                                           | Inscrits                                                   | 76 056                    | 100                       | 76 071                   | 100                      |
| Abstentions                                        | Abstentions                                                | 35 022                    | 46,05                     | 37 486                   | 49,28                    |
| Votants                                            | Votants                                                    | 41 034                    | 53,95                     | 38 585                   | 50,72                    |
|                                                    |                                                            |                           | % des votants             |                          | % des votants            |
| Bulletins blancs                                   | Bulletins blancs                                           | 273                       | 0,67                      | 1206                     | 3,13                     |
| Bulletins nuls                                     | Bulletins nuls                                             | 113                       | 0,28                      | 290                      | 0,75                     |
| Suffrages exprimés                                 | Suffrages exprimés                                         | 40 648                    | 99,06                     | 37 089                   | 96,12                    |
|                                                    |                                                            |                           |                           |                          |                          |
| Candidat Étiquette politique (partis et alliances) | Candidat Étiquette politique (partis et alliances)         | Voix                      | % des exprimés            | Voix                     | % des exprimés           |
|                                                    |                                                            |                           |                           |                          |                          |
|                                                    | Benjamin Haddad Ensemble                                   | 15 964                    | 39,27                     | 19 742                   | 53,23                    |
|                                                    | Francis Szpiner Les Républicains                           | 13 527                    | 33,28                     | 17 347                   | 46,77                    |
|                                                    | Julie Maury Nouvelle Union populaire écologique et sociale | 4 654                     | 11,45                     |                          |                          |
|                                                    | Sébastien Pilard Reconquête                                | 4 211                     | 10,36                     |                          |                          |
|                                                    | Anne de la Brélie Rassemblement national                   | 1 435                     | 3,35                      |                          |                          |
|                                                    | Serge Dordoigne Parti animaliste                           | 530                       | 1,30                      |                          |                          |
|                                                    | Catherine Kratz Résistons                                  | 183                       | 0,45                      |                          |                          |
|                                                    | Marie Bourdy Lutte ouvrière                                | 144                       | 0,35                      |                          |                          |
|                                                    | Isabelle Mathurin Divers gauche                            | 0                         | 0,00                      |                          |                          |
|                                                    | Wendy Achour Divers gauche                                 | 0                         | 0,00                      |                          |                          |

### Élections législatives de 2024
| Candidat                 | Candidat           | Parti et coalition | Nuances       | Premier tour | Premier tour | Second tour | Second tour |
| Candidat                 | Candidat           | Parti et coalition | Nuances       | Voix         | %            | Voix        | %           |
| ------------------------ | ------------------ | ------------------ | ------------- | ------------ | ------------ | ----------- | ----------- |
|                          | Benjamin Haddad    | RE (ENS)           | ENS           | 26 351       | 47,71%       | 34 722      | 72,33       |
|                          | Patrick Dray       | LR                 | LR            | 9 775        | 17,70%       | Retrait     |             |
|                          | Louis Piquet       | LR – RN            | RN            | 9 702        | 17,56%       | 13 282      | 27,67       |
|                          | Hugo Rota          | LFI (NFP)          | NFP           | 7 693        | 13,93%       |             |             |
|                          | Thomas Culerrier   | REC                | REC           | 1 177        | 2,13%        |             |             |
|                          | Éric Molinari      | DVC                |               | 414          | 0,75%        |             |             |
|                          | Marie Bourdy       | LO                 | LO            | 123          | 0,22%        |             |             |
|                          | Sacha Élie Zaouati | EXG                |               | 0            | 0,00%        |             |             |
|                          |                    |                    |               |              |              |             |             |
| Votes valides            | Votes valides      | Votes valides      | Votes valides | 55 235       |              |             |             |
| Votes blancs             | Votes blancs       | Votes blancs       | Votes blancs  | 340          | 0,61%        |             |             |
| Votes nuls               | Votes nuls         | Votes nuls         | Votes nuls    | 144          | 0,26%        |             |             |
| Total                    | Total              | Total              | Total         | 55 719       | 72,92%       |             |             |
| Abstention               |                    |                    |               |              |              |             |             |
| Inscrits / participation |                    |                    |               |              |              |             |             |